# Comitato di liberazione dei popoli della Russia

Bandiera del Comitato

Il Comitato di liberazione dei popoli della Russia (in russo Комитет освобождения народов России?, abbreviato come КОНР, KONR) fu un comitato composto da anticomunisti civili e militari provenienti dai territori dell'Unione Sovietica (la maggior parte di loro era formata da russi) durante la seconda guerra mondiale. Suo contraltare armato era l'Esercito russo di liberazione. Entrambi furono posti sotto il controllo della Germania nazista, pur essendo composti perlopiù da elementi non fascisti.
L'ideologia del Comitato era caratterizzata da antisovietismo, anticapitalismo, anticomunismo, marxismo dissidente, antistalinismo, autonomismo, socialdemocrazia e nazionalismo.

## Storia
Fu fondato con l'approvazione e il sostegno della Germania nazista il 14 novembre 1944 a Praga (la scelta non fu casuale, dal momento che Praga risultava essere una città slava non ancora sotto il controllo dei sovietici).
Gli obiettivi del comitato erano:
- "Il rovesciamento della tirannia di Stalin, la liberazione del popolo della Russia dal sistema bolscevico e la restituzione di quei diritti per cui il popolo della Russia ha combattuto e vinto nella Rivoluzione del 1917"
- "Interruzione della guerra e raggiungimento di una giusta pace con la Germania"
- "Creazione di un nuovo sistema politico senza bolscevichi e sfruttatori, l'abolizione dei gulag e del lavoro forzato"
- L'autonomia di tutti i popoli dell'URSS, in una sfera di influenza tedesca, mentre alcuni territori sarebbero dovuti diventare tedeschi (paesi baltici, Crimea)

Il comitato cercò di rovesciare il regime dispotico di Iosif Stalin nell'Unione Sovietica mediante la organizzazione di un esercito russo di liberazione, che fu armato dai generali tedeschi e fece la guerra come collaborazionista della Germania nazista. 
Secondo i tedeschi l'obiettivo principale del ROA, del Comitato e della brigata Kaminskij era quello di coadiuvare le armate tedesche alla vittoria della guerra, particolarmente contro l'Unione Sovietica, sulle cui ceneri il ROA avrebbe ricostruito la nuova Russia ideata da Adolf Hitler (con una parte occupata e l'altra amministrata da quella che il Führer considerava un élite russo-germanica), già ribadita nel suo Mein Kampf:
(dal Mein Kampf, pp. 331-346)

Bandiera navale russa utilizzata dall'esercito di Vlasov

A differenza del gruppo di Kaminskij, il comitato espresse però il suo sostegno per la formazione di un nuovo Governo democratico in Russia. Gli obiettivi del comitato furono rappresentati in un documento noto come il manifesto di Praga. I quattordici punti del manifesto garantivano la libertà di parola, stampa, fede e assemblea, così come il diritto di autodeterminazione di ogni gruppo etnico vivente nei territori della Russia.
Il manifesto di Praga non conteneva nessun esplicito contenuto antisemita o razzista, il che generò attriti con molti propagandisti tedeschi, nonostante nel preambolo del manifesto fosse presente una critica agli alleati occidentali. Gli sfruttatori citati negli obiettivi del comitato, risultavano essere i capitalisti e i simpatizzanti politici di quella che fu definita come "plutocrazia".
Il presidente del comitato era il generale Andrej Vlasov, che comandava anche l'armata russa di liberazione. Il comitato era visto come il braccio politico dell'armata, sebbene al suo interno vi fossero diversi ucraini e altri appartenenti a differenti gruppi etnici: tutti accomunati dall'atteggiamento antisovietico.

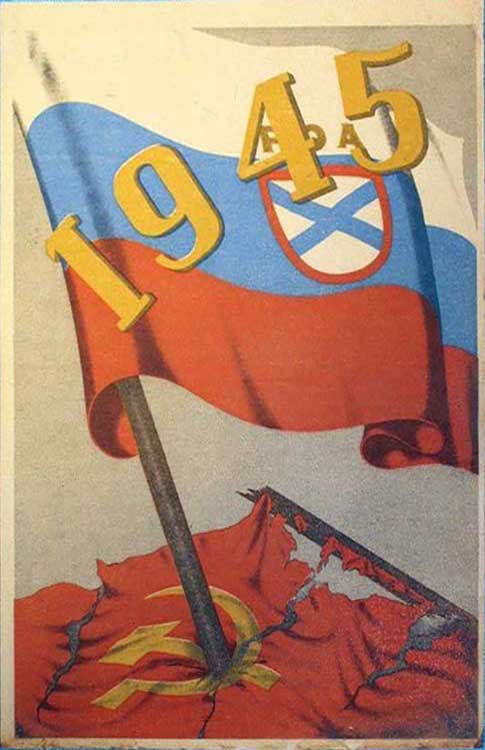
Manifesto per il Capodanno del 1945

Dopo la resa della Germania agli Alleati, il comitato cessò di operare, anche se i suoi membri focalizzarono le proprie energie per cercare di salvare i militari dell'armata e altri cittadini russi, che avevano collaborato con le potenze dell'Asse, onde evitare il rimpatrio forzato operato dallo SMERŠ con la complicità di molti generali statunitensi e britannici; alcuni generali statunitensi però ritennero che i russi anticomunisti fossero una risorsa per la futura lotta contro il comunismo, quindi si mobilitarono per salvarli dalle spie sovietiche: infatti la CIA sotto il comando di Allen Dulles organizzò un Comitato americano di liberazione dei popoli della Russia, o Comitato americano di liberazione dal bolscevismo, formato da ex combattenti russi antisovietici, aiutati per emigrare in USA e protetti dagli agenti segreti statunitensi.
Durante il dopoguerra, sorsero diverse organizzazioni che abbracciavano i medesimi obiettivi del comitato, come l'Unione della bandiera di sant'Andrea, il Comitato dei vlasovcy uniti, l'Unione per la lotta di liberazione dei popoli della Russia, fondate da veterani facenti parte del comitato o dell'armata russa di liberazione, che riuscirono a evitare il rimpatrio forzato in Unione Sovietica (accanto a queste vi era anche il Blocco Anti-Bolscevico delle Nazioni, sotto controllo dei leader ucraini dell'UPA e OUN, Jaroslav Stec'ko e Stepan Bandera, e il Comitato Nazionale Ucraino, benché nessuno di questi gruppi abbia accettato collaborazioni con i vlasovcy). Le ultime due organizzazioni parteciparono alla formazione di un programma antisovietico, sostenuto dagli Stati Uniti.

## Galleria d'immagini

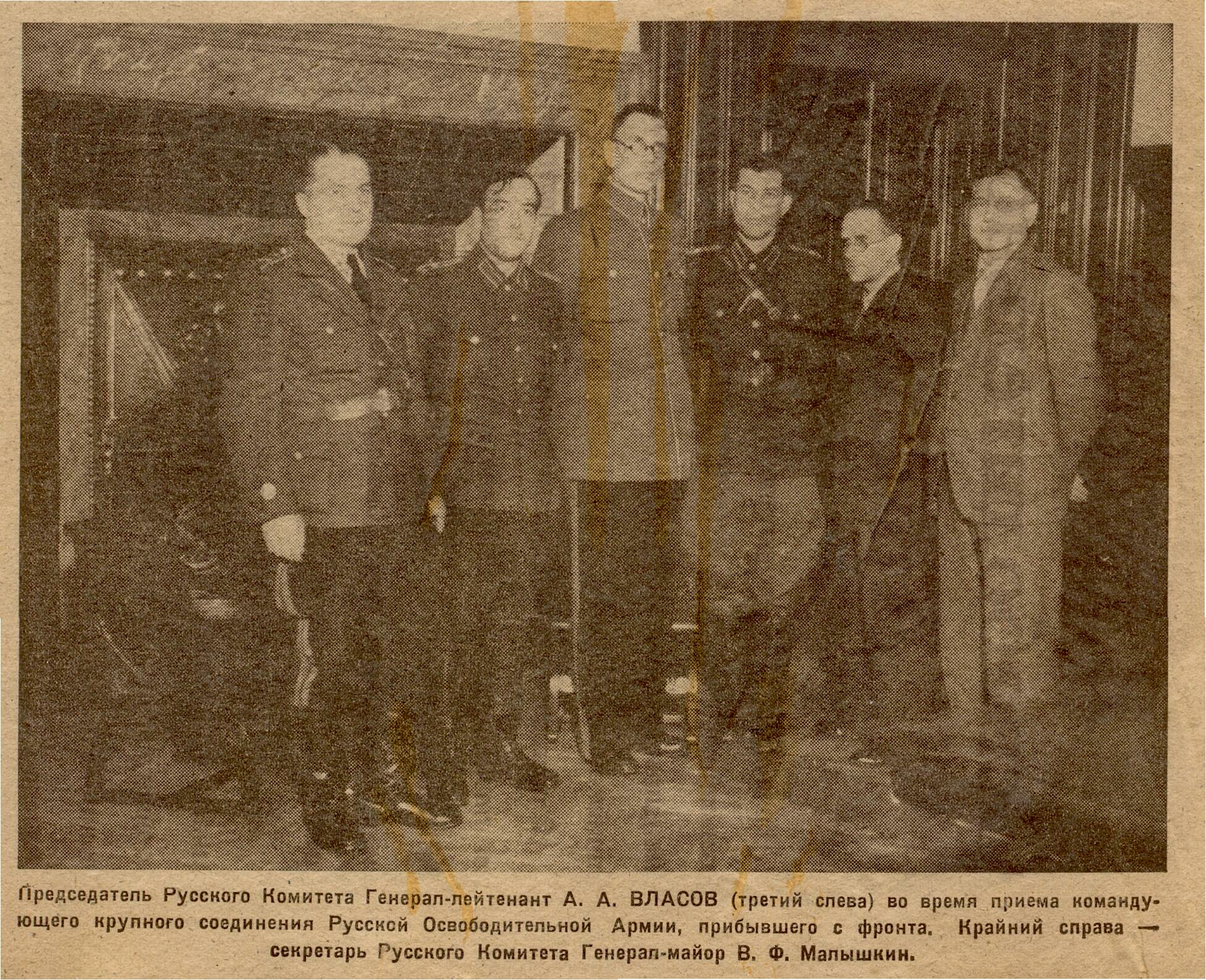
Foto ritraente i comandanti del ROA
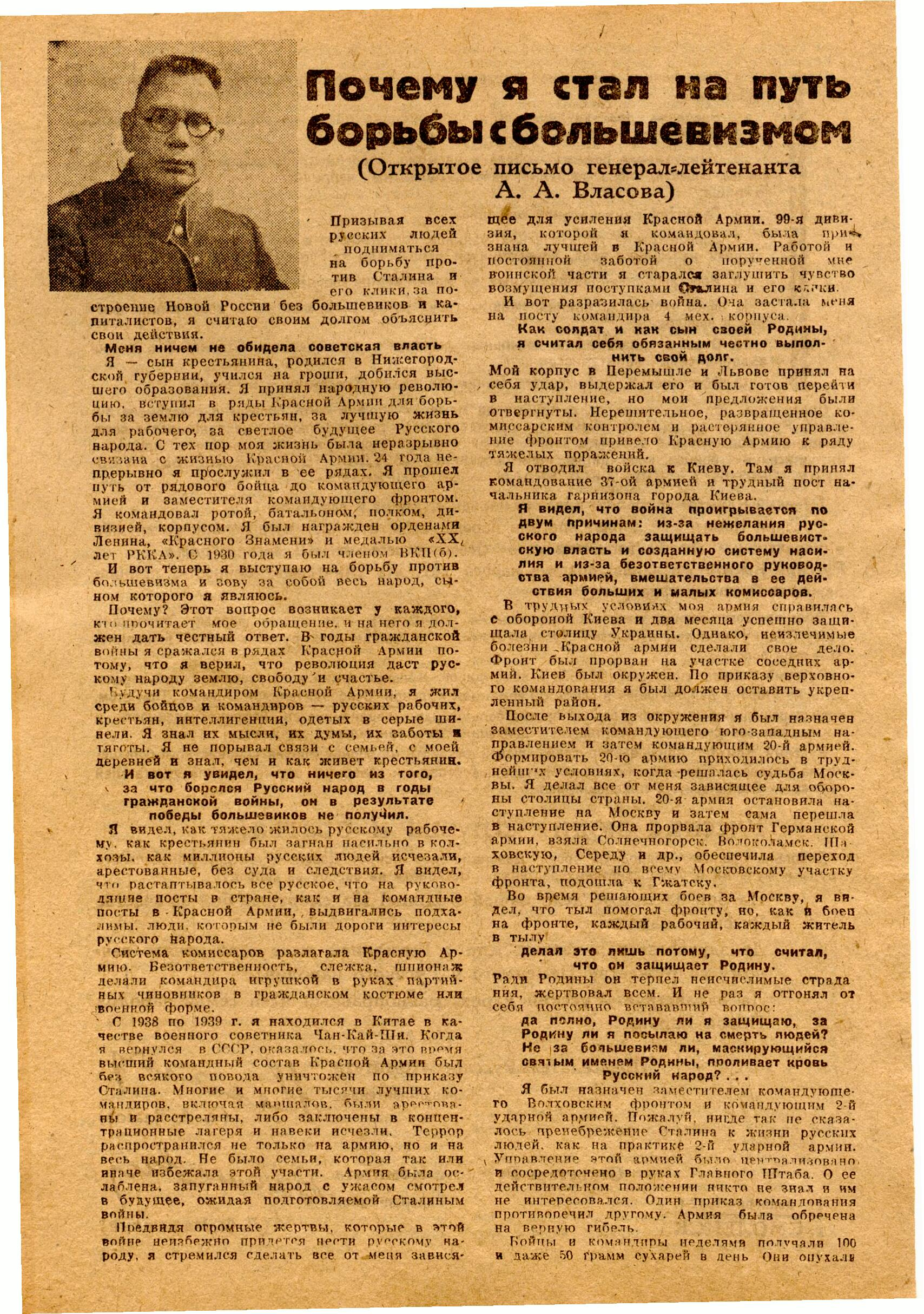
Articolo di Vlasov in cui spiega le ragioni della sua diserzione (pagina 1)
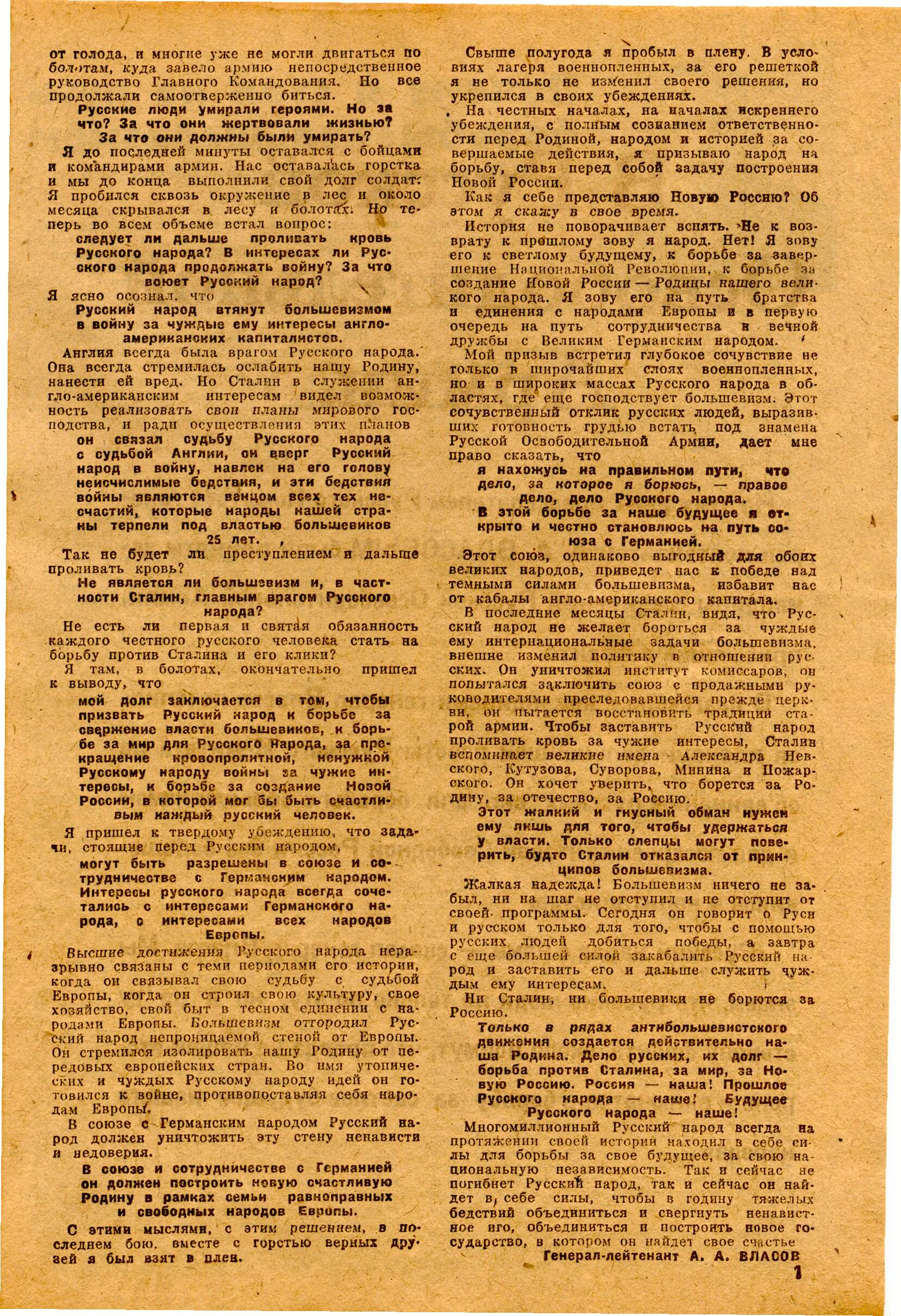
Articolo di Vlasov (pagina 2)
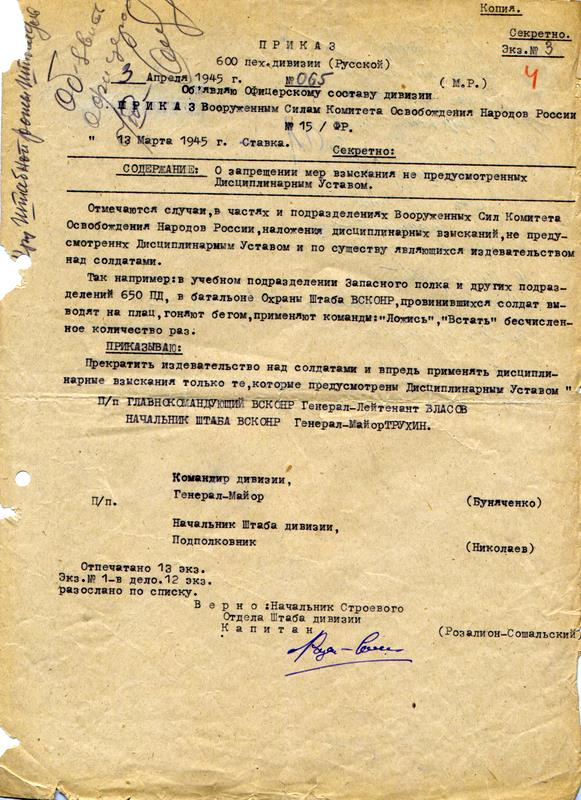
Ordine di Vlasov per arginare il fenomeno del nonnismo nelle forze del KONR
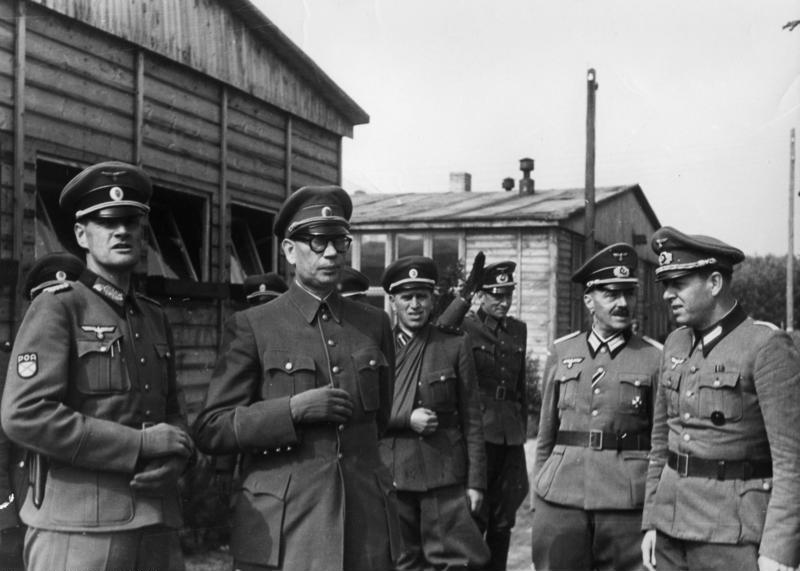
Campo di Zossen: (da sinistra verso destra) il generale Trochin, il generale Vlasov ed altri ufficiali tedeschi e del ROA
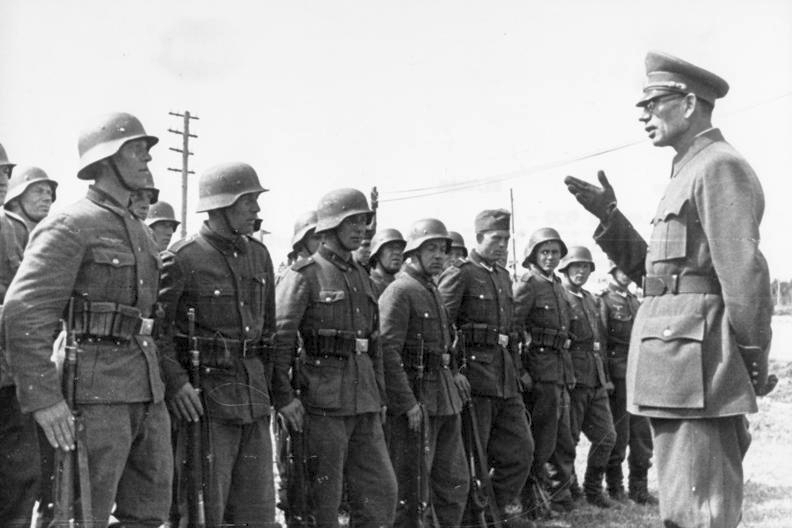
Vlasov parla ai soldati del ROA
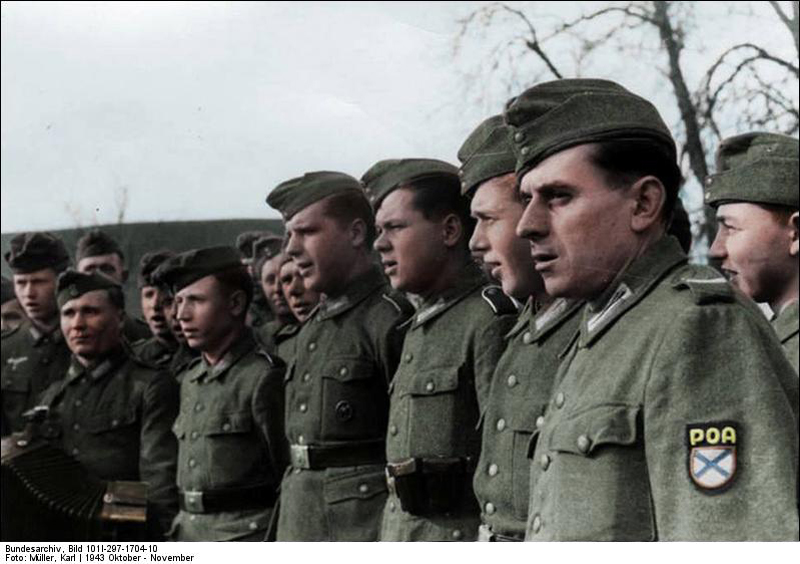
Soldati del ROA in Belgio o Francia (1944)
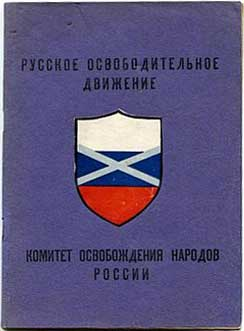
Opuscolo del Comitato di liberazione dei popoli della Russia